# Enlightenment
Enlightenment — користувацьке оточення для настільних і вбудовуваних систем, яке базується на наборі бібліотек EFL (Enlightenment Foundation Library) і віджетах Elementary. Назва англ. Enlightenment перекладається як «просвітлення» і часто скорочується до однієї літери E з номером версії.
Користувачеві надається набір засобів для організації функціонування робочого столу, в тому числі файловий менеджер, набір віджетів, панель запуску застосунків і набір графічних конфігураторів. Оточення призначене для досвідчених користувачів. Наприклад, E17 дуже гнучкий у переробці на свій смак, а графічний конфігуратор не обмежує користувача в налаштуваннях і дозволяє налагодити всі аспекти роботи, надаючи як високорівневі засоби (зміна оформлення, налаштування віртуальних робочих столів, управління шрифтами, роздільністю екрану, розкладкою клавіатури, локалізацією тощо), так і можливості з низькорівневого тюнінгу (наприклад, можна налаштувати параметри кешування, графічної акселерації, споживання енергії, логіку роботи віконного менеджера).
Надаються засоби для розширення функціональності через модулі (гаджети) та переробки зовнішнього вигляду через теми оформлення. Зокрема, доступні модулі для відображення на десктопі календаря-планувальника, прогнозу погоди, моніторингу, управління гучністю, оцінки заряду акумулятора тощо. Складові компоненти Enlightenment жорстко не прив'язані один до одного і можуть бути використані в інших проєктах або для створення спеціалізованих оточень, таких як оболонки для мобільних пристроїв.

## Версії
- E17 — стабільна версія менеджера вікон (2013),
- DR17 — користувацьке оточення (2012)
- DR16 — стабільна версія менеджера вікон (2000),
- EFL — Enlightenment Foundation Libraries, бібліотеки для підтримки роботи DR16 та DR17.

### Enlightenment DR16
Enlightenment Development Release 16 був випущений в 2000 році. Він у розробці по сьогодні, остання версія (0.16.8.12) вийшла 16 лютого 2008 року.

### Enlightenment 17
Розробка проєкту E17 велася дванадцять років (із 2000 року), і в грудні 2012 оболонка вийшла за рамки попередніх експериментальних випусків. На відміну від E16, E17 не обмежується віконним менеджером, а надає набір компонентів для побудови повноцінних робочих оточень і розробки графічних застосунків.
E17 також відрізняється значною гнучкістю в плані інструментів для розробників, надаючи засоби для додавання або зміни функціональності через модулі (гаджети), а також даючи можливість переробки зовнішнього вигляду через теми оформлення. Доступні модулі для відображення на десктопі календаря-планувальника, прогнозу погоди, моніторингу, управління гучністю, оцінки заряду акумулятора тощо. Складові компоненти E17 жорстко не прив'язані один до одного і можуть бути використані в інших проєктах або для створення спеціалізованих оточень, таких як оболонки для мобільних пристроїв.
Реліз E17 заснований на наборі бібліотек EFL 0.17 (Enlightenment Foundation Library), на стабілізацію яких у 2012 році було витрачено багато сил учасників проєкту. Бібліотеки EFL дозволяють створювати візуально привабливі графічні інтерфейси, що відрізняються компактністю, низьким споживанням ресурсів і високою продуктивністю. Оточення Enlightenment 17 повною мірою запозичує ці якості й може використовуватися на застарілих системах з 600 MHz CPU і 128 MB оперативної пам'яті, надаючи при цьому повний спектр сучасних візуальних ефектів, які доступні в тому числі й для систем, що не підтримують OpenGL. При цьому рушій програмного рендерингу EFL надзвичайно швидкий і невимогливий до ресурсів, що зробило його привабливим для різних мобільних систем (наприклад, EFL використовується в проєкті Tizen і мобільних системах Samsung).
E17 використовується в новій версії Yellow Dog Linux для PlayStation 3 як основний менеджера вікон, входить до складу ELive — live-CD на основі Debianта є типовим менеджером вікон у дистрибутиві OpenGEU (на основі Ubuntu).
Головні особливості E17:
- Невеликий об'єм та висока швидкодія,
- розвинута система тем,
- підтримка анімації для тем, елементів інтерфейсу, піктограм, робочих столів та курсорів,
- модульна структура,
- блокування і збереження стану вікон,
- оформлення представлено в єдиному бінарному форматі, оптимізованому для швидкого відображення й читання,
- розширена підтримка віртуальних робочих столів,
- налаштування швидких клавіш,
- підтримка Unicode,
- багатомовність інтерфейсу.

### Enlightenment 18
Реліз оточення Enlightenment 18 (E18) побачив світ у грудні 2013 після року розробки.
Основні нововведення Enlightenment 18:
- Композитний менеджер суміщений із віконним менеджером і тепер є частиною ядра Enlightenment;
- Підтримка клієнта для роботи під управлінням Wayland. Для оцінки роботи Enlightenment 18 поверх Wayland можна скористатися Live-дистрибутивом Rebecca Black Linux
- Нові модулі:
  - Teamwork — заснований на DBus протокол для організації взаємодії застосунків із композитним менеджером Enlightenment (наприклад, дозволяє виводити спливаючі вікна й створювати візуально ефектне оформлення інтерфейсу програми);
  - music-control — управління mpris2-сумісним музичним плеєром;
  - appmenu — глобальне меню, що показується поза вікном програми. управління виводом меню проводиться через DBus;
  - bluez4 — управління демоном bluetoothd і настройками BlueTooth;
  - conf_comp — діалог налаштування композитного менеджера;
- Обробка тем оформлення перенесена до складу набору віджетів Elementary;
- Нові елементи API: API для роботи з меню через D-Bus; D-Bus-інтерфейс для відправки повідомлень у модуль системного лотка; функції для приховування всіх активних меню; API для вилучення параметрів із файлів.
- Припинена підтримка HAL (Hardware Abstraction Layer).

## EFL
Enlightenment Foundation Libraries (EFL) — набір бібліотек, за допомогою яких пишеться Enlightenment DR17. Вони надають як напівтрадиційний набір інструментів у Elementary, а також об'єкт полотно (Evas), так і потужні абстрактні об'єкти (Edje), які можна комбінувати, об'єднувати чи навіть розташовувати один поверх одного з використанням альфа-каналів та подій. Там є 3D-перетворення для всіх об'єктів та багато іншого.
В EFL входять:
- Eina — Бібліотека типів даних.
- Eet — Бібліотека доступу до файлів.
- Evas — Бібліотека «полотна».
- Ecore — Бібліотека «циклу подій».
- Embryo — інтерпретатор мови Small.
- Edje — графічна бібліотека.
- E_Dbus — прив'язки до D-Bus.
- Efreet — Бібліотека підтримки freedesktop.
- Eeze — Бібліотека пристроїв, що працює безпосередньо через udev.

## Розробники
- Carsten «Rasterman» Haitzler — лідер проєкту
- Corey «Atmos» Donohoe
- Ibukun «xcomp» Olumuyiwa
- Kim «kwo» Woelders — мейнтейнер E16
- Andrew «HandyAndE» Williams
- Hisham «CodeWarrior» Mardam Bey
- Geoff «Mandrake» Harrison

## Виноски
1. ↑  Официальный релиз пользовательского окружения Enlightenment E17 [Архівовано 25 грудня 2012 у Wayback Machine.] // opennet.ru 22.12.2012
2. ↑  Офіційна сторінка дистрибутиву YDL. Архів оригіналу за 31 січня 2013. Процитовано 15 травня 2008. [Архівовано 2013-01-31 у Wayback Machine.]
3. ↑  Керівництво користувача [Архівовано 26 листопад 2006 у Wayback Machine.] від 29.12.2005
4. ↑  Выпуск пользовательского окружения Enlightenment E18 [Архівовано 26 грудня 2013 у Wayback Machine.] // opennet.ru 22.12.2013
5. ↑  Enlightenment — About. Архів оригіналу за 11 травня 2011. Процитовано 19 червня 2013.